# Stenotus binotatus
Stenotus binotatus är en insektsart som först beskrevs av Fabricius 1794.  Stenotus binotatus ingår i släktet Stenotus och familjen ängsskinnbaggar. Arten är reproducerande i Sverige. Inga underarter finns listade i Catalogue of Life.

## Bildgalleri

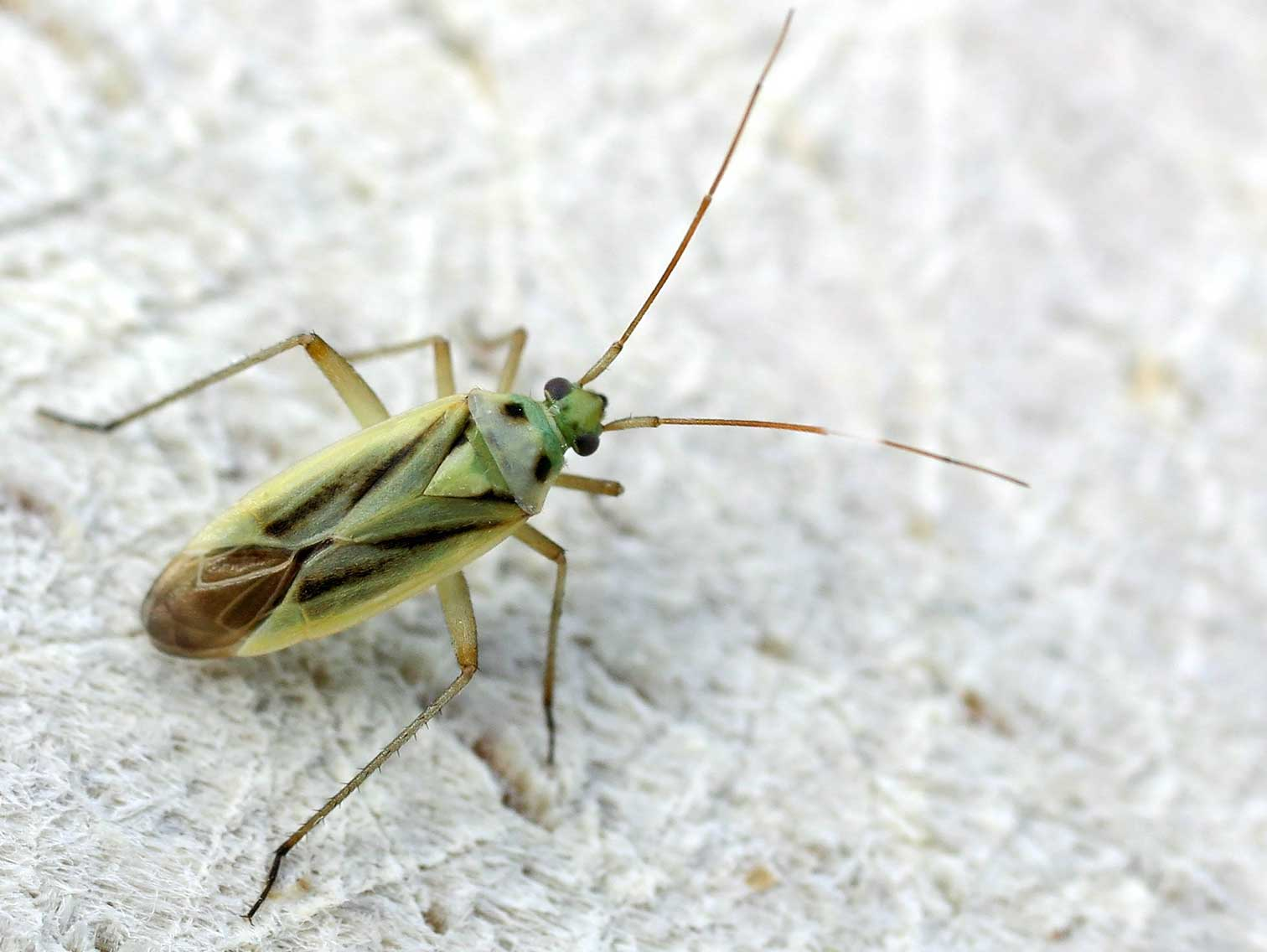
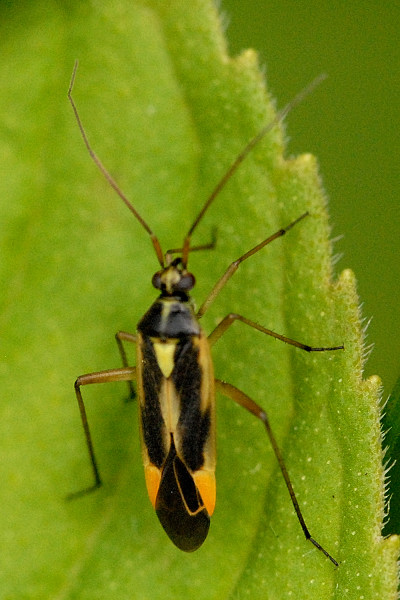